# Order Świętego Huberta
Order Świętego Huberta, właśc. Order Rycerski Świętego Huberta (niem. Ritterorden des Heiligen Hubertus, St. Hubertus Orden łac. Ordo Divi Huberti), pierw. Order Rogu (niem. Orden vom Horn) – odznaczenie ustanowione w 1444 po bitwie pod Linnich przez julijskiego księcia Gerarda. Order wygasł po śmierci Jana Wilhelma. 29 września 1708 został odnowiony przez Elektora Palatynatu Jana Wilhelma Wittelsbacha i odtąd przyznawany przez władców bawarskich.

## Wielcy Mistrzowie
1. Gerard VII (książę Jülich i Bergu)
2. Wilhelm IV (książę Jülich i Bergu)
3. Jan III Pokojowy (książę Kleve, Jülich i Bergu)
4. Wilhelm Bogaty (książę Kleve, Jülich i Bergu)
5. Jan Wilhelm (książę Kleve, Jülich i Bergu)
<<1609-1708 – wygaśnięcie orderu>>
6. Jan Wilhelm Wittelsbach (Elektor Palatynatu)
7. Karol III Filip Wittelsbach (Elektor Palatynatu)
8. Karol II Teodor Wittelsbach (Elektor Palatynatu i Elektor Bawarii)
9. Maksymilian I Józef Wittelsbach (Król Bawarii)
10. Ludwik I Wittelsbach (Król Bawarii)
11. Maksymilian II Wittelsbach (Król Bawarii)
12. Ludwik II Wittelsbach (Król Bawarii)
13. Otton I Wittelsbach (Król Bawarii)
14. Ludwik III Wittelsbach (Król Bawarii)
15. Ruppert Maria Wittelsbach (pretendent bawarski)
16. Albert Wittelsbach (pretendent bawarski)
17. Franciszek Wittelsbach (pretendent bawarski)

## Odznaczeni
Orderem św. Huberta odznaczono 55. Polaków z rodów arystokratycznych: 26. Radziwiłłów, 9. Lubomirskich, 6. Jabłonowskich, 4. Sułkowskich, 4. Korybutów-Woronieckich, 3. Sapiehów, 2. Sanguszków, a także Agenora Gołuchowskiego młodszego.